# Back from the Dead (film)
Pour les articles homonymes, voir Back from the Dead.
Pour plus de détails, voir Fiche technique et Distribution.
Back from the Dead est un film américain réalisé par Charles Marquis Warren, sorti en 1957.

## Fiche technique
- Réalisation : Charles Marquis Warren
- Scénario : Catherine Turney (en) d'après son propre roman The Other One
- Producteur : Robert Stabler
- Image : Ernest Haller
- Musique : Raoul Kraushaar, Dave Kahn
- Montage : Leslie Vidor
- Lieu de tournage : Laguna Beach, Californie
- Société de production : 20th Century Fox
- Société de distribution : 20th Century Fox
- Genre : Film d'horreur
- Pays d'origine :  États-Unis
- Langue : anglais
- Durée : 79 minutes
- Date de sortie : 12 août 1957

## Distribution
- Peggie Castle : Mandy Hazelton Anthony
- Arthur Franz : Dick Anthony
- Marsha Hunt : Kate Hazelton
- Don Haggerty : John Mitchell
- Marianne Stewart : Nancy Cordell
- Otto Reichow : Maitre Renault
- Helen Wallace : Ada Bradley
- James Bell : Mr. Bradley
- Evelyn Scott (en) : Molly Prentiss
- Jeanne Bates : Agnes
- Ned Glass : Le Docteur
- Jeane Wood : La Nurse